# Rosa von Praunheim
Rosa von Praunheim, de son vrai nom Holger Bernhard Bruno Mischwitzky, est un écrivain, réalisateur, producteur, auteur et activiste allemand, né à Riga (Lettonie) le 25 novembre 1942. Précurseur des mouvements gays et lesbiens moderne en Allemagne, il est considéré comme l'un des plus importants cinéastes et activistes LGBTQ au monde.

## Biographie
Militant LGBT, il choisit son pseudonyme en référence au triangle rose attribué aux homosexuels par les nazis.  
En 1971, von Praunheim fait grand bruit avec son long métrage Ce n'est pas l'homosexuel qui est pervers, mais la situation dans laquelle il vit, qui déclenche notamment la création de nombreuses initiatives homosexuelles (dont l'Homosexuelle Aktion Westberlin de Berlin-Ouest et l'Homosexuelle Interessengemeinschaft Berlin de Berlin-Est). L'œuvre est considérée comme l'étincelle initiale du mouvement gay et lesbien moderne en Allemagne ainsi qu'en Suisse et fait alors de von Praunheim sa figure de proue médiatique. 
Par la suite, il participe lui-même activement à la création de groupes et d'institutions pour homosexuel·les et met notamment à disposition les premiers locaux pour le SchwuZ, le premier club gay de Berlin-Ouest. 
Avec entre autres le réalisateur Werner Schroeter, il accompagne le mouvement de libération gay en Allemagne et à l'international par ses productions culturelles. Sa filmographie permet de mettre en avant des personnalités queer germanophones comme Charlotte von Mahlsdorf (Ich bin meine eigene Frau) et Ovo Maltine (Tunten lügen nicht), ou des personnages historiques majeurs comme Magnus Hirschfeld (L'Einstein du sexe). 
Dès le début de l'épidémie de VIH, von Praunheim est défenseur du safer sex et co-initiateur de la branche allemande d'Act-Up. En 1985, il organise à ce titre le premier grand gala de charité contre le SIDA en Allemagne au Tempodrom de Berlin. Il réalise Ein Virus kennt keine Moral (de) en 1986 et une trilogie sur le SIDA (Die Aids Trilogie : Positiv (de), Schweigen = Tod (de) et Feuer unterm Arsch) en 1990 qui obtiennent une grande attention médiation, en particulier aux États-Unis. 
Il réalise durant toute sa carrière de nombreux documentaires sur la culture underground, le mouvement gay, le SIDA et la transidentité. Il reçoit le prix du jury au Teddy Award pour Die Aids Trilogie en 1990.
Il est élu membre de l'Académie des arts de Berlin en 2009. Son compagnon est l'activiste et metteur en scène Oliver Sechting (de).

## Livres
- Männer, Rauschgift und der Tod. 1967
- Oh Muvie. 1968, Fotoroman mit Elfi Mikesch
- Sex und Karriere. Rowohlt TB-V., 1978,  (ISBN 3-499-14214-7)
- Armee der Liebenden oder Aufstand der Perversen. 1979,  (ISBN 3-881-67046-7)
- Gibt es Sex nach dem Tode. Prometh Verlag, 1981,  (ISBN 3-922-00930-1)
- Rote "Liebe" : ein Gespräch mit Helga Goetze. Prometh Verl., 1982,  (ISBN 3-922-00947-6)
- 50 Jahre pervers. Die sentimentalen Memoiren des Rosa von Praunheim.. Verlag Kiepenheuer & Witsch, 1993,  (ISBN 3-462-02476-0)
- Folge dem Fieber und tanze: Briefwechsel mit Mario Wirz. Aufbau-Verlag, 1995
- Mein Armloch. Martin Schmitz Verlag, 2002, Gedichte
- Die Rache der alten dicken Tunte. 2006, Fotobuch
- Die Bettwurst und meine Tante Lucy. 2006, Fotobuch

## Filmographie partielle
- 1970 : Ce n'est pas l'homosexuel qui est pervers mais la société dans laquelle il vit (Nicht der Homosexuelle ist pervers, sondern die Situation, in der er lebt), (65 min)
- 1974 : Axel von Auersperg[3], avec Frank Ripploh
- 1979 : Tally Brown, New York, (80 min)
- 1979 : Armee der Liebenden oder Revolte der Perversen (Army of Lovers, Armée d'amour) (107 min)
- 1986 : Ein Virus kennt keine Moral (Un virus sans morale) (82 min)
- 1990 : Die Aids Trilogie : Schweigen=Tod (50 min)
- 1992 : Je suis ma propre femme, sur Charlotte von Mahlsdorf
- 1995 : Neurosia - 50 Jahre pervers  (89 min)
- 1995 : Vor Transsexuellen wird gewarnt (Transsexual Menace) (60 min) (pour la télévision)
- 1997 : Gay et pas froid aux yeux (pour Arte)
- 1998 : Schwuler Mut - 100 Jahre Schwulenbewegung (90 min)
- 1999 : Can I Be Your Bratwurst, Please?, (29 min), avec Jeff Stryker
- 1999 : L'Einstein du sexe (Der Einstein des Sex) (98 min)
- 2000 : Fassbinder et les femmes, (90 min)
- 2002 : Les Tantouzes ne mentent pas, (90 min)
- 2002 : Rosa, tu crains ! (TV), (70 min)
- 2005 :  Wer is Helene Schwarz? (documentaire, 85 min)
- 2013 : Je me sens disco (Ich fühl mich Disco) de Axel Ranisch
- 2015 : Un amour violent (Härte)
- 2015 : Laura – Das Juwel von Stuttgart (documentaire sur Laura Halding-Hoppenheit)

## Hommage
Un film documentaire allemand sorti en 2012, Rosakinder, coréalisé par ses élèves Julia von Heinz, Chris Kraus, Axel Ranisch, Robert Thalheim et Tom Tykwer, lui rend hommage.